# مرد آرام
مرد آرام (به انگلیسی: The Quiet Man) فیلمی تکنی کالر به کارگردانی جان فورد در ژانر کمدی-درام و رمانتیک است که از روی داستانی از مجله ستردی ایونینگ پست اثر موریس والش اقتباس شده‌است. جان وین، مورین اوهارا، بری فیتزجرالد، ویکتور مک‌لاگلن بازیگران فیلم بودند.
این فیلم در دو رشتهٔ کارگردانی و فیلم‌برداری اسکار دریافت کرد.

## داستان فیلم
داستان فیلم مرد آرام داستانی شخصی، عاشقانه و سنتی در ایرلند است. شان تورنتن (جان وین) مُشت‌زن آمریکایی ایرلندی‌تبار به دهکدهٔ زادگاهش در ایرلند بازمی‌گردد تا گذشته‌اش را (مرگ رقیبش در یک مسابقه بر اثر ضربات او) فراموش کند. او خیلی زود با «مری کیت» (اوهارا) ازدواج می‌کند، اما طبق سنت، ازدواج این دختر تا پیش از دریافت جهیزیه‌اش که برادرش (مک لاگلن) از دادن آن امتناع می‌کند رسمیت نمی‌یابد و …